# Les Maillys
Les Maillys är en kommun i departementet Côte-d'Or i regionen Bourgogne-Franche-Comté i östra Frankrike. Kommunen ligger i kantonen Auxonne som tillhör arrondissementet Dijon. År 2022 hade Les Maillys 797 invånare.

## Befolkningsutveckling
Antalet invånare i kommunen Les Maillys
Referens:INSEE